# Jia-A League 1999
La stagione 1999 è stata l'undicesima edizione della Pepsi Jia-A League, quarantesima stagione della massima serie cinese di calcio. Il campionato è iniziato il 21 marzo 1999 e si è concluso il 5 dicembre 1999 e vide lo Shandong Taishan vincere il primo scudetto.

## Squadre partecipanti
Il Qianwei Huandao ha cambiato denominazione in Chongqing Longxin, il Dalian Wanda è stato rinominato Dalian Shide e lo Yanbian Aodong ha cambiato il proprio nome in Jilin Aodong.
| Club              | Città     | Stadio | Stagione precedente |
| ----------------- | --------- | ------ | ------------------- |
| Beijing Guoan     | Pechino   |        | 3º posto in Jia-A   |
| Chongqing Longxin | Chongqing |        | 7º posto in Jia-A   |
| Dalian Shide      | Dalian    |        | Campione di Cina    |
| Guangzhou Songri  | Canton    |        | 4º posto in Jia-A   |
| Jilin Aodong      | Yanji     |        | 11º posto in Jia-A  |
| Liaoning          | Shenyang  |        | 2º posto in Jia-B   |
| Qingdao Hainiu    | Tsingtao  |        | 6º posto in Jia-A   |
| Shandong Taishan  | Jinan     |        | 9º posto in Jia-A   |
| Shanghai Shenhua  | Shanghai  |        | 2º posto in Jia-A   |
| Shenyang Haishi   | Shenyang  |        | 10º posto in Jia-A  |
| Shenzhen Pingan   | Shenzhen  |        | 12º posto in Jia-A  |
| Sichuan Quanxing  | Chengdu   |        | 5º posto in Jia-A   |
| Tianjin Teda      | Tientsin  |        | 1º posto in Jia-B   |
| Wuhan Hongtao     | Wuhan     |        | 8º posto in Jia-A   |

## Classifica finale
|                 | Pos. | Squadra           | Pt | G  | V  | N  | P  | GF | GS | DR  |
| --------------- | ---- | ----------------- | -- | -- | -- | -- | -- | -- | -- | --- |
| Cina (bandiera) | 1.   | Shandong Taishan  | 48 | 26 | 13 | 9  | 4  | 33 | 13 | +20 |
|                 | 2.   | Liaoning          | 47 | 26 | 13 | 8  | 5  | 42 | 24 | +18 |
|                 | 3.   | S. Guancheng      | 45 | 26 | 12 | 9  | 5  | 38 | 20 | +18 |
|                 | 4.   | Chongqing Longxin | 40 | 26 | 10 | 10 | 6  | 40 | 27 | +13 |
|                 | 5.   | Shanghai Shenhua  | 38 | 26 | 9  | 11 | 6  | 26 | 25 | +1  |
|                 | 6.   | Beijing Guoan     | 36 | 26 | 9  | 9  | 8  | 38 | 25 | +13 |
|                 | 7.   | Tianjin Teda      | 35 | 26 | 8  | 11 | 7  | 32 | 28 | +4  |
|                 | 8.   | Jilin Aodong      | 33 | 26 | 8  | 9  | 9  | 27 | 40 | -13 |
|                 | 9.   | Dalian Shide      | 31 | 26 | 7  | 10 | 9  | 30 | 30 | 0   |
|                 | 10.  | Qingdao Hainiu    | 30 | 26 | 8  | 6  | 12 | 30 | 36 | -6  |
|                 | 11.  | Shenyang Haishi   | 28 | 26 | 5  | 13 | 8  | 28 | 32 | -4  |
|                 | 12.  | Shenzhen Pingan   | 28 | 26 | 7  | 7  | 12 | 22 | 39 | -17 |
|                 | 13.  | Guangzhou Songri  | 27 | 26 | 7  | 6  | 13 | 24 | 36 | -12 |
|                 | 14.  | Wuhan Hongtao     | 17 | 26 | 3  | 8  | 15 | 18 | 53 | -35 |

Legenda:

      Campione della Cina e ammessa al Campionato d'Asia per club 2000-2001
       Ammessa alla Coppa delle Coppe dell'AFC 2000-2001.
       Retrocessa in Jia-B League 2000

Note:
Tre punti a vittoria, uno a pareggio, zero a sconfitta.
In caso di parità di punti, vale la discriminante della classifica avulsa.